# Lanthaan(III)chloride
Lanthaan(III)chloride is het lanthaanzout van zoutzuur, met als brutoformule LaCl3. De stof komt voor als een wit hygroscopisch kristallijn poeder, dat zeer goed oplosbaar is in water. Het vormt een aantal hydraten, waaronder een monohydraat en een heptahydraat.

## Synthese
Lanthaan(III)chloride kan bereid worden uit reactie van lanthaan(III)oxide en zoutzuur:
{\displaystyle \mathrm {La_{2}O_{3}\ +\ 6\ HCl\ \longrightarrow \ 2\ LaCl_{3}\ +\ 3\ H_{2}O} }
Een andere methode is de reactie tussen lanthaan(III)oxide en ammoniumchloride bij 200-250°C:
{\displaystyle \mathrm {La_{2}O_{3}\ +\ 6\ NH_{4}Cl\ \longrightarrow \ 2\ LaCl_{3}\ +\ 6\ NH_{3}\ +\ 2\ H_{2}O} }

## Kristalstructuur
Lanthaan(III)chloride neemt een hexagonale kristalstructuur aan en behoort tot ruimtegroep P63/m. De parameters van de eenheidscel bedragen:
- a = 748,3 pm
- c = 436,4 pm

Het heptahydraat is monoklien en heeft als eenheidscelparameters:
- a = 1237 pm
- b = 1068 pm
- c = 923 pm
- α = 114,3°

Bij 90 °C verliest het heptahydraat zijn kristalwater en gaat over in de watervrije vorm.

## Toepassingen
Lanthaan(III)chloride wordt ingezet als mild lewiszuur voor bepaalde chemische reacties, bijvoorbeeld bij de omzetting van een aldehyde in een acetaal. Het wordt ook gebruikt als katalysator bij vloeibaar katalytisch kraken.
Wanneer het gedoteerd wordt met cerium kan het gebruikt worden als scintillatormateriaal.
Het heptahydraat wordt in de geneeskunde ingezet ter blokkade van calciumkanalen en als fosfaatbinder (vergelijkbaar met lanthaan(III)carbonaat).
Daarnaast wordt het gebruikt als uitgangsstof ter synthese van andere lanthaanverbindingen.